# Thomas E. Gaddis
Thomas E. Gaddis (14 de septiembre de 1908 - 10 de octubre de 1984) fue un escritor estadounidense conocido mundialmente por sus libros Birdman of Alcatraz o Killer: A Journal of Murder (sobre los asesinos Robert Franklin Stroud y Carl Panzram respectivamente).

## Biografía
Thomas E. Gaddis nació en Denver, Colorado. Aunque escribió muchísimas biografías, también escribió varios libros. Su trabajo de mayor reconocimiento fue "Birdman of Alcatraz". Dicha obra fue llevada al cine en 1962 por John Frankenheimer y protagonizada por Burt Lancaster en el papel de Robert Stroud. Esta no fue la única vez que una obra suya fuera llevada al cine, ya que también lo fue la historia de Carl Panzram, sobre la que escribió otro libro en 1970 y fue llevado al cine en 1996 bajo el título de "Killer. A journal of Murder". No llegó a ver la adaptación cinematográfica de su libro, ya que Gaddis moriría algunos años antes en Portland, Oregon, el 10 de octubre de 1984 a la edad de 76 años.
Su figura tuvo su aparición en el cine en la película Birdman of Alcatraz. Fue representado por el actor Edmond O'Brien.

## Obra

### Libros
- «Killer: A Journal of Murder», 1955.
- «Birdman of Alcatraz; the story of Robert Stroud», 1956.
- «Panzram», 1970.
- «Unknown Men of Alcatraz».

### Artículos
- Northwest review, 1960.